# Mateus Isaac
Mateus Ghannam Isaac, mais conhecido como Mateus Isaac (São Paulo, 16 de janeiro de 1994) é um velejador brasileiro profissional de Windsurf, na categoria IQFoil. Ele soma seis títulos em campeonatos do World Tour da modalidade, já ocupou a liderança do ranking mundial e atualmente se encontra na terceira colocação global da categoria.

## História
Natural de São Paulo, Mateus Isaac começou a velejar ainda na infância na cidade de Ilhabela, litoral paulista, por influência de seu pai. Entretanto, sua trajetória no cenário esportivo teve início jogando futebol.
Quando criança, Mateus jogava bola na escola em que estudava e fazia parte de uma escolinha de futebol. Dedicado ao esporte com bola, o brasileiro deu prioridade aos campeonatos que disputava e deixou de praticar vela dos sete aos 10 anos.
Mateus voltou a velejar apenas quando sua família se mudou para Florianópolis, em Santa Catarina, mas seguiu dando prioridade para o futebol. Ele chegou a integrar equipes de categorias de base do Figueirense e do Vasco, que tinha uma sede no local, mas acabou desistindo da carreira por conta de problemas logísticos.
Com a desistência, Mateus direcionou suas atenções para a prática da vela. Posteriormente, depois de retornar para São Paulo, ele começou a participar de campeonatos juniores de windsurf a partir dos 14 anos de idade.

## Carreira
Logo em sua primeira competição internacional, um Mundial Sub-16 anos, Mateus Isaac terminou na segunda colocação. Já com 15 anos, foi campeão brasileiro e sul-americano júnior. Três anos depois, aos 18, conquistou o título mundial da modalidade.
Todavia, Mateus teve dificuldades para encontrar patrocinadores que investissem em sua carreira no windsurf. Diante da situação, ele pensou em abandonar o esporte e começou a cursar administração, para ter uma alternativa de vida longe das águas.
Foi só no ano seguinte, após mais um vice-campeonato mundial, que o brasileiro conseguiu fechar uma parceria com um patrocinador para sua carreira. Nessa parceria, Mateus foi convidado para morar no Havaí, nos Estados Unidos, para concluir seus estudos e praticar windsurf. Depois de quatro anos vivendo no estado americano, ele finalizou a faculdade e decidiu que iria se tornar atleta profissional do esporte.
Aos 20 anos de idade, Mateus conquistou seu segundo título mundial júnior. Em seguida, passou a fazer parte do Tour Mundial de windsurf.
Em outubro de 2019, Mateus venceu o campeonato sul-americano de Slalom, na categoria Funboard Men, e faturou seu primeiro título do World Tour. Na mesma época, terminou o ano na quinta colocação do ranking mundial e fez uma de suas melhores temporada na carreira.
Após se manter no top 10 do mundo em 2020, Mateus voltou a vencer uma etapa do Tour Mundial em janeiro de 2021, quando foi campeão da Miami OCR já na categoria IQFoil. Na competição seguinte, em fevereiro, o windsurfista obteve mais um resultado positivo e levou o título da Clearwater OCR.
O brasileiro manteve o bom momento nos torneios posteriores e conquistou a Copa Brasil de Vela, além de ficar em terceiro no campeonato europeu em Marselha, na França. Com os resultados, Mateus assumiu a liderança do ranking mundial de IQFoil no mês de novembro.
Em dezembro, o windsurfista encerrou a temporada com mais um título do campeonato sul-americano. Já em 2022, Mateus ficou em segundo lugar na etapa do circuito internacional de Lanzarote, na Espanha, e foi campeão da edição de Puerto Sherry, em Cádiz, também em solo espanhol.
O brasileiro está atualmente na terceira posição do ranking mundial da modalidade IQFoil, atrás apenas do holandês Max Castelein e do alemão Sebastian Kordel. Além disso, é o único atleta do Brasil entre os 100 primeiros da categoria.

## Títulos
2019 
- IFCA South American Slalom Championship (categoria Funboard Men)

2021 
- Miami OCR (categoria IQFoil)
- Clearwater OCR (categoria IQFoil)
- Copa Brasil de Vela (categoria IQFoil)
- IQFoil South America Championship

2022
- IQFoil International Games – Puerto Sherry, ESP